# Tephrina plumbarioides
Tephrina plumbarioides är en fjärilsart som beskrevs av Sterneck 1928. Tephrina plumbarioides ingår i släktet Tephrina och familjen mätare. Inga underarter finns listade i Catalogue of Life.